# Белінський Олександр Валерійович
Белінський Олександр Валерійович (нар. 27 вересня 1995) — український спортсмен, срібний призер чемпіонату світу серед юніорів 2013 року (м. Ерзурум, Туреччина, паралельний гігант), двічі бронзовий призер Зимової Універсіади 2017 року в Алмааті (Казахстан), майстер спорту України.
Навчається у Харківській державній академії фізичної культури і спорту.

## Спортивні досягнення
Виборов срібну медаль, виступаючи на паралельному гіганті, на чемпіонаті світу зі сноуборду серед юніорів 2013 року (м. Ерзурум, Туреччина.
30 та 31 січня 2017 року виборов дві бронзові медалі на Зимовій Універсіаді 2017 року в Алмааті (Казахстан) у паралельному гігантському слаломі та гігантському слаломі